# Carlo Livizzani

Carlo Kardinal Livizzani (Ölgemälde von Marco Caricchia, 1788, Museo Civico di Modena)

Carlo Livizzani (* 1. November 1722 in Modena; † 1. Juli 1802 in Rom) war ein italienischer Kardinal der Römischen Kirche.

## Leben
Er war das vierte von fünf Kindern der Adeligen Ippolito Livizzani und Teresa Forni, sein Nachname wird auch als Livizzani Forni wiedergegeben. Sein Onkel war Kardinal Giuseppe Livizzani, der ihn auch zur Erziehung nach Rom holte, wo der junge Carlo Livizzani das Collegio Nazareno besuchte. Als Achtzehnjähriger predigte er am 4. April 1741 in Anwesenheit von Papst Benedikt XIV. in der päpstlichen Hauskapelle über die Auferstehung, eine weitere Predigt über Christi Himmelfahrt hielt er vor demselben Papst am 14. Mai 1746. Der Papst ernannte ihn zum Kanoniker der Basilica Liberiana und zum Päpstlichen Kammerherren ehrenhalber und beauftragte ihn 1747, dem neuernannten Kardinal José Manuel da Câmara das rote Birett zu überbringen. Am 11. Januar 1753 wurde Carlo Livizzani Referendar der Kurie und Relator der Kongregation für die Güterverwaltung, ferner war er Mitglied des Obersten Gerichtshofes der Apostolischen Signatur und ab 1766 Kleriker der Apostolischen Kammer. 1778 wurde er Präsident von Urbino und Apostolischer Protonotar.
Am 14. Februar 1785 kreierte Papst Pius VI. Carlo Livizzani zum Kardinaldiakon. Den roten Hut empfing er am 17. Februar und die Titeldiakonie Sant’Adriano am 11. April desselben Jahres. Als Kardinal gehörte er zahlreichen Kongregationen der Kurie an.
Am 14. Mai 1785 empfing Carlo Livizzani die Diakonenweihe. Er optierte am 21. Februar 1794 für die Kardinalsklasse der Kardinalpriester und nahm die Titelkirche San Silvestro in Capite in Anspruch. Am 13. April desselben Jahres empfing er die Priesterweihe durch Kardinal Luigi Valenti Gonzaga in dessen Hauskapelle. Als 1798 die Franzosen Rom besetzten, wurde Carlo Livizzani zur Rückkehr nach Modena gezwungen, wo er bis zum Tode von Papst Pius VI. 1799 blieb. Danach begab er sich zum Konklave, das in Venedig stattfand und aus dem Pius VII. als Papst hervorging. Danach hieß er den neugewählten Papst in Rom willkommen.
Carlo Livizzani starb am 1. Juli 1802 an einer Lungenentzündung, nachdem er die Sterbesakramente und den Apostolischen Segen empfangen hatte. Er wurde in seiner Titelkirche San Silvestro in Capite beigesetzt, nachdem Papst Pius VII., der an den Trauerfeierlichkeiten teilnahm, persönlich die letzte Absolution ausgesprochen hatte. Das Requiem leitete Kardinal Giuseppe Firrao.